# Thembinkosi Fanteni
Thembinkosi Fanteni (Paarl, 2 februari 1984) is een Zuid-Afrikaans voetballer die als aanvaller speelt.

## Clubcarrière
Hij brak door bij Mother City, wat op lager niveau speelde, en kwam bij Ajax Cape Town. In de voorbereiding op het seizoen 2007/2008 liep hij samen met zijn clubgenoot Sameehg Doutie stage bij AFC Ajax. Begin 2008 ging Fanteni in Israël voor Maccabi Haifa spelen. In 2010 werd hij verhuurd aan Orlando Pirates en vervolgens ging hij wederom voor Ajax Cape Town spelen. Nadat hij in het seizoen 2012/13 bij Bidvest Wits nauwelijks aan bod kwam, vond hij geen nieuwe profclub. Hierna kreeg hij financiële problemen en via een oproep in de media probeerde hij weer een club te vinden. Hij was bij verschillende clubs op proef en vond pas begin 2016 bij het op lager niveau spelende Steenberg United een nieuwe club.

## Interlandcarrière
Fanteni speelde tussen 2007 en 2011 in totaal 22 wedstrijden voor het Zuid-Afrikaans voetbalelftal waarbij hij twee doelpunten maakte. Hij maakte deel uit van de Zuid-Afrikaanse selecties voor de COSAFA Cup 2007 (winnaar), het Afrikaans kampioenschap voetbal 2008 (laatste in de poule) en de FIFA Confederations Cup 2009 (vierde plaats).